# Modulares Smartphone
Ein modulares Smartphone ist ein Smartphone, das aus unterschiedlichen Komponenten (Modulen) besteht, die unabhängig voneinander ausgetauscht und verbessert werden können. Das Ziel dabei ist es, die Reparatur zu erleichtern, um Elektronikschrott zu reduzieren, da das Smartphone nicht komplett ersetzt werden muss. Für Verbraucher ergibt sich dabei zusätzlich die Möglichkeit, die Hardware besser an die eigenen Bedürfnisse anzupassen.
Erste Projekte zu modularen Smartphones sind Phonebloks und Project Ara; beide Projekte wurden eingestellt. Das erste modulare Smartphone auf dem Markt war das Fairphone 2.

## Produzierte Geräte

### Fairphone

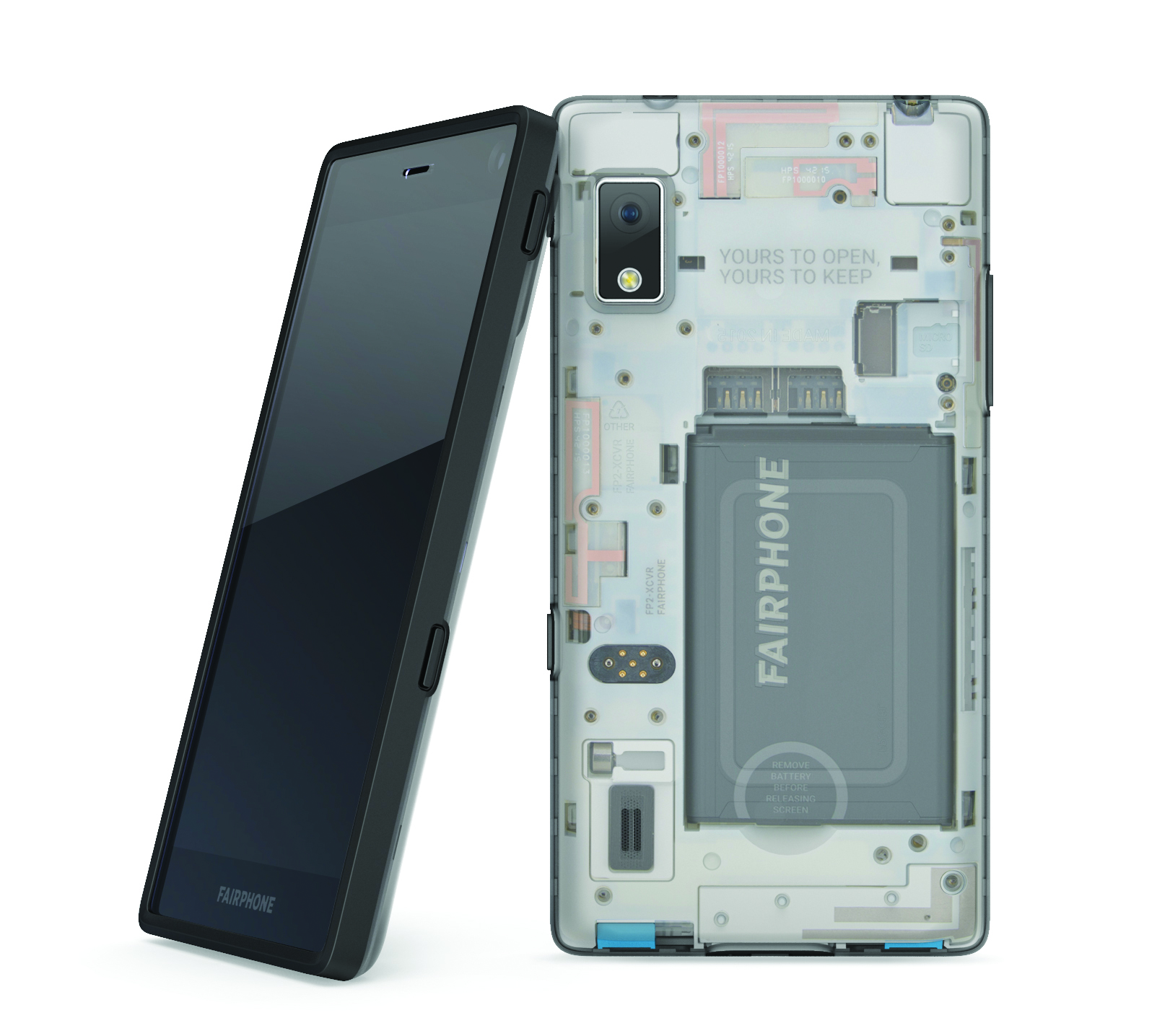
Fairphone 2 mit transparenter Rückseite, die den modularen Aufbau erkennen lässt

Das Unternehmen setzt ab seinem Smartphone-Modell Fairphone 2 auf eine hohe Modularität, um den Benutzern die einfache Reparatur zu ermöglichen und damit Elektroschrott zu reduzieren. Zudem kann die Lebensdauer durch verbesserte Hardware verlängert werden, indem einzelne Module ausgetauscht werden. So konnte das Fairphone 2 durch den Austausch eines einzelnen Moduls mit einer besseren Kamera ausgerüstet werden. Ab Erscheinen des Moduls wurden neue Modelle bereits ab Werk mit der verbesserten Kamera ausgeliefert.
Mit jeder neuen Fairphone-Generation wurde zudem die Anzahl austauschbarer Module erhöht, zum Beispiel indem bislang gemeinsam austauschbare Module in separate Teile aufgetrennt wurden.

#### Überblick über austauschbare Module nach Fairphone-Modell
| Bauteil                        | Fairphone 2                                  | Fairphone 3                                  | Fairphone 4                                  | Fairphone 5                                  |
| ------------------------------ | -------------------------------------------- | -------------------------------------------- | -------------------------------------------- | -------------------------------------------- |
| Gehäuse/Rückabdeckung          | austauschbar                                 | austauschbar                                 | austauschbar                                 | austauschbar                                 |
| Akku                           | austauschbar                                 | austauschbar                                 | austauschbar                                 | austauschbar                                 |
| Bildschirm                     | austauschbar                                 | austauschbar                                 | austauschbar                                 | austauschbar                                 |
| Sekundärer Lautsprecher        | austauschbar (als Top-Modul)                 | austauschbar (als Top-Modul)                 | austauschbar                                 | austauschbar                                 |
| Kopfhöreranschluss             | austauschbar (als Top-Modul)                 | austauschbar (als Top-Modul)                 | nicht vorhanden                              | nicht vorhanden                              |
| Frontkamera                    | austauschbar (als Top-Modul)                 | austauschbar (als Top-Modul)                 | austauschbar                                 | austauschbar                                 |
| Antennen                       | austauschbar (als Top-Modul)                 | austauschbar (als Top-Modul)                 | austauschbar                                 | in Top-Modul und Lautsprecher                |
| Rückkamera                     | austauschbar                                 | austauschbar                                 | austauschbar                                 | austauschbar                                 |
| Rückkamera-Blitz               | austauschbar                                 | austauschbar                                 | austauschbar                                 | austauschbar (als Top-Modul)                 |
| SD- und SIM-Karten-Steckplätze | nur durch den Reparatur-Service austauschbar | nur durch den Reparatur-Service austauschbar | nur durch den Reparatur-Service austauschbar | austauschbar (als Top-Modul)                 |
| Mainboard                      | nur durch den Reparatur-Service austauschbar | nur durch den Reparatur-Service austauschbar | nur durch den Reparatur-Service austauschbar | nur durch den Reparatur-Service austauschbar |
| Hauptlautsprecher              | austauschbar (als Bottom-Modul)              | austauschbar                                 | austauschbar                                 | austauschbar                                 |
| Vibrationsmotor                | austauschbar (als Bottom-Modul)              | austauschbar (als Bottom-Modul)              | austauschbar                                 | austauschbar                                 |
| Hauptmikrofon                  | austauschbar (als Bottom-Modul)              | austauschbar (als Bottom-Modul)              | nicht austauschbar                           | nicht austauschbar                           |
| USB-Anschluss                  | austauschbar (als Bottom-Modul)              | austauschbar (als Bottom-Modul)              | austauschbar                                 | austauschbar                                 |
| Ultraweit-Rückkamera           | nicht vorhanden                              | nicht vorhanden                              | nicht vorhanden                              | austauschbar                                 |
| Gesamt-Anzahl Module           | 6                                            | 7                                            | 8                                            | 10                                           |

#### Fairphone 2
Das Fairphone 2 wurde in 7 Module aufgeteilt, die sich mit wenig Aufwand auswechseln lassen. So lässt sich der Bildschirm ohne zusätzliches Werkzeug tauschen, für die anderen Module benötigt man nur einen Schraubendreher. Das Telefon wurde ab Ende 2015 ausgeliefert und ist damit das erste modulare Smartphone auf dem Markt.
Die einzelnen Module sind:
- ein externes Gehäuse
- ein Akku
- eine Kerneinheit (mit Chipsatz, Speicher, Modem, Antennen, SIM- & MicroSD-Kartenschlitz und Sensoren)
- ein Bildschirm
- ein Empfangsmodul (mit Empfänger, Frontkamera, Kopfhöreranschluss)
- ein Kameramodul (mit Rückkamera und Blitz). Dieses konnte später durch ein verbessertes Modul ausgetauscht werden.
- ein Lautsprechermodul (mit Lautsprecher, Vibrationsmotor, Hauptmikrofon und USB-Anschluss)

#### Fairphone 3
Das Fairphone 3 hat sieben Module, die mit einem gewöhnlichen Kreuzschlitzschraubenzieher (im Lieferumfang enthalten) ausgetauscht werden können. Die Module sind im Shop des Herstellers erhältlich und kosten zwischen 20 und 90 Euro.
- Rückabdeckung (kein Werkzeug nötig)
- Akku (kein Werkzeug nötig)
- Untermodul mit USB-Buchse, Vibrationsmotor und Primärmikrophon
- Lautsprecher
- Topmodul (Selfiekamera, Sekundärmikrophon, Sensoren, Kopfhörerbuchse)
- Kameramodul
- Displaymodul

Beim Fairphone 3 wurde auf eine erhöhte Stabilität des Gerätes geachtet. Beim Fairphone 2 war der Mechanismus zum werkzeuglosen Displaytausch auf eine seltene Anwendung ausgelegt (eben wenn das Display kaputt geht und ausgetauscht werden muss), wurde aber von manchen Nutzern häufig verwendet, um die Modularität des Smartphones zu demonstrieren. Durch das häufige Öffnen und Schließen kam es in einigen Fällen zu Wackelkontakten, die die Funktionalität beeinträchtigten. Aus dieser Erfahrung zogen die Entwickler für das Fairphone Konsequenzen: Beim Fairphone 3 kommen mehr Schrauben zum Einsatz als im Fairphone 2. Auch das Display ist mit Schrauben anstatt mit Klammern fixiert. Aus demselben Grund wurden die Federkontakte des Vorgängermodells durch Druckkontakte ersetzt.

#### Fairphone 4
Das Fairphone 4 ist in Deutschland seit Oktober 2021 erhältlich.

### Shift
Shift setzt auf maximale Modularität, um Reparaturen schnell und kostengünstig durchführen zu können, die Lebensdauer der Geräte zu maximieren und somit Elektroschrott zu reduzieren. Die Verbindungen bestehen aus Steckverbindern oder Schraubverbindungen. Um Verwechslungsgefahr vorzubeugen, wurde darauf geachtet, dass nur eine einzige Schraubenart verwendet wurde (Torx 3 in der gleichen Länge). Der Schraubendreher dazu liegt der Packung bei.
Als erster und einziger Hersteller nimmt Shift ein Gerätepfand und ermöglicht Geräte-Upgrades zu jeder Zeit und in jedem Zustand des Gerätes.
Anders als bei vielen anderen Geräten, geht die Garantie beim Shiftphone nicht verloren, wenn es geöffnet wird. Auch eigene Betriebssysteme wie Android mit und ohne Google oder Sailfish OS können die Benutzer aufspielen. Dies wird vom Unternehmen aktiv unterstützt. Darüber hinaus verfolgt SHIFT das Ziel, möglichst viele konfliktfreie Rohstoffe zu verbauen und betreibt eine eigene Fertigung nach fairen Richtlinien. Das SHIFTPHONE ist damit nach dem Fairphone das zweite modulare, in weiten Bereichen faire Smartphone auf dem Markt und das modularste Modell der High-End-Geräteklasse.

#### SHIFT6m & SHIFT5me

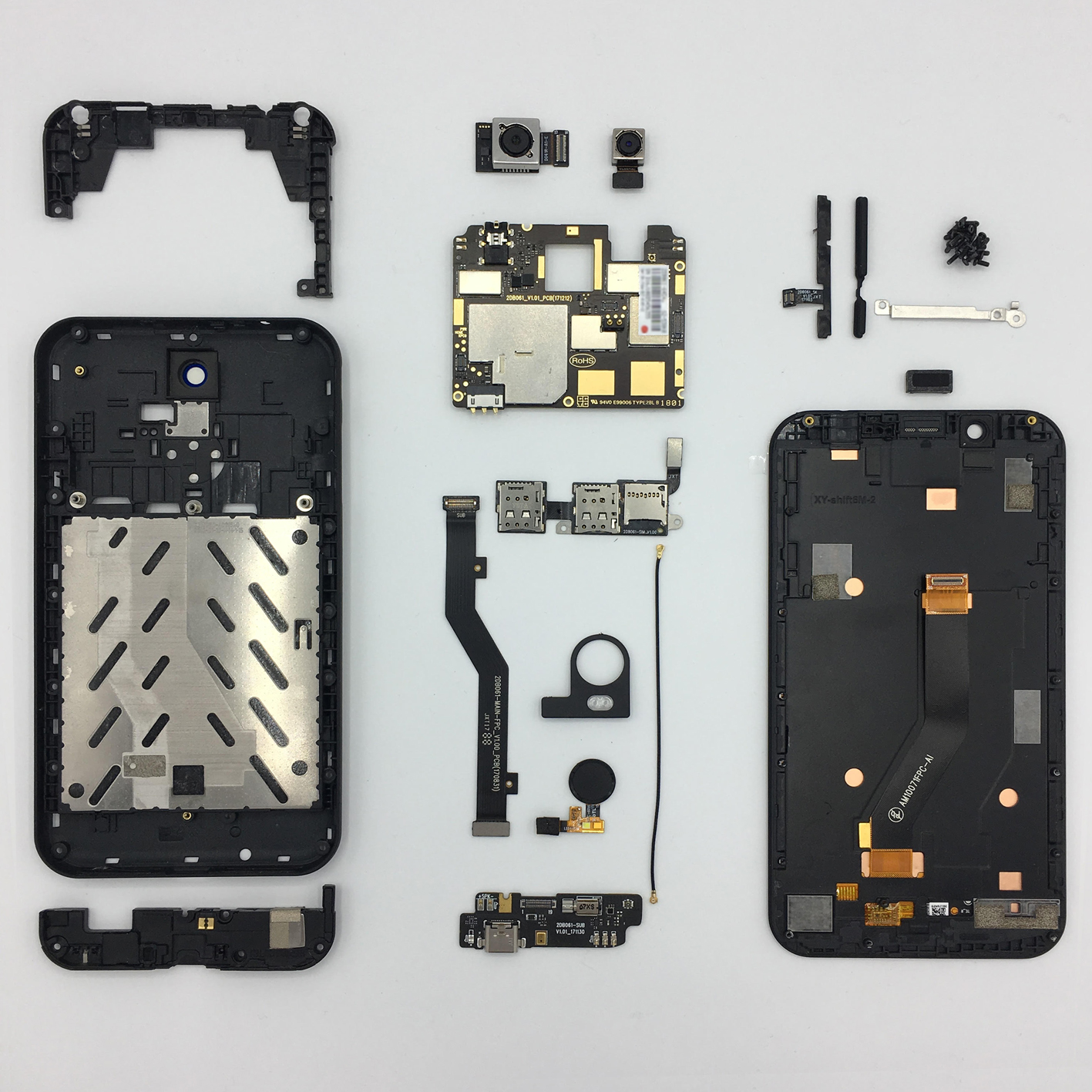
Modularer Aufbau des Shift6m

Das SHIFT6m besitzt über 13 Module, die sich ohne zusätzliches Werkzeug auswechseln lassen. Das kleinere Economy-Modell der Linie ist das 5me. Mittlerweile wird das 6 m nicht mehr verkauft und erhält somit nur noch Soft- und Hardwaresupport. Da der ehemalige Shift 6m-Akku nicht mehr verfügbar ist, wird der Universalakku mit Adapter ausgeliefert. Derzeit werden aufgrund von Hardwareeinschränkungen der verbauten MediaTek-Prozessoren nur backgeportete Securitypatches für die Geräte geliefert, welche sich noch auf Android Oreo befinden. Ein Upgrade auf Android 13 ist für ShiftOS-l angedacht. Ansonsten sind außer SHIFTOS-G, noch SHIFTOS-l, LineageOS und UbuntuTouch kompatibel.
Die wichtigsten Module sind:
- A-Frame mit Bildschirm-Einheit

- B-Frame mit weiteren modularen Technologie-Komponenten (einzeln wechselbar):
  - Batterie
  - Kameras (einzeln tauschbar)
  - Kerneinheit (mit Chipset, Speicher, Modem und den meisten Sensoren)
  - Fingerabdrucksensor mit LED-Licht
  - SIM- & MicroSD-Karten-Slot
  - Antennen-Einheit (mit Antennen für 4G, WIFI, Bluetooth und GPS)
  - Schalter-Einheit
  - Sub-PCB mit GSM Antenne und Hauptmikrofon
  - Lautprechereinheit Kopf
  - Lautsprechereinheit Fernsprechen
- Back-Cover zum sicheren Verschließen des Gerätes

#### Shift 6mq & Shiftphone 8
Anders als bei der älteren modularen Linie wird bei der neueren auf Qualcommprozessoren gesetzt, sodass Android 13 und Android 14 deutlich einfacher zu bauen sind. Außerdem ist der Akku nun normiert. Sowohl das SHIFT6mq und das angekündigte Shiftphone 8, als auch die Bluetooth-Tastatur „ShiftKeys“ verwendet ein und denselben Akku, um eine höhere Kompatibilität, Wiederverwert- und Tauschbarkeit zwischen den Geräten zu ermöglichen. Beide gehören, wie schon das 6 m zur Mittelklasse.
Die bei Shift6mq kompatiblen Betriebssysteme sind SHIFTOS-G, SHIFTOS-l, LineageOS, /e/OS, crDroid (inoffiziell), CalyxOS, iodéOS, UbuntuTouch (nicht mehr supportet) und postmarketOS. Das derzeit auf Android 13 stehende Shift 6mq, wird nicht mehr ungebraucht verkauft. Shift bietet sogenannte „Second Life“-Geräte an. Dies sind von Shift wieder aufgearbeitete, gebrauchte Geräte.
Das Shiftphone 8 wurde im September 2024 mit Android 14 (ShiftOS-G) ausgeliefert. Shift OS-l) ist noch nicht erscheinen. Derzeit wird an ersten Builds für LineageOS, und postmarketOS gearbeitet. Die Custom-Rom-Communities /e/OS, iodéOS und CalyxOS haben ebenfalls angekündigt, bereits an Builds zu arbeiten. Gewünscht werden außerdem Releases von crDroid und UbuntuTouch.

### LG G5
Auf dem GSMA Mobile World Congress 2016 in Barcelona stellte LG das Telefon LG G5 vor, welches sich durch eine Klappe an der Unterseite mit Modulen erweitern lässt. Der Wechsel der Module erfolgt dabei über einen kleinen Taster an der Seite des Gerätes, welcher einen Schiebemechanismus öffnet. Durch diesen lässt sich auch der Akku aus dem Metallgehäuse heraus ziehen. Außerdem verfügt das Telefon über zwei Kameras, wobei eine für Weitwinkelaufnahmen dient.
Zusammen mit dem Telefon wurden ein Lautsprecher-Modul und ein Kamera-Modul präsentiert.

## Konzepte und Unterstützungsprojekte

### Phonebloks

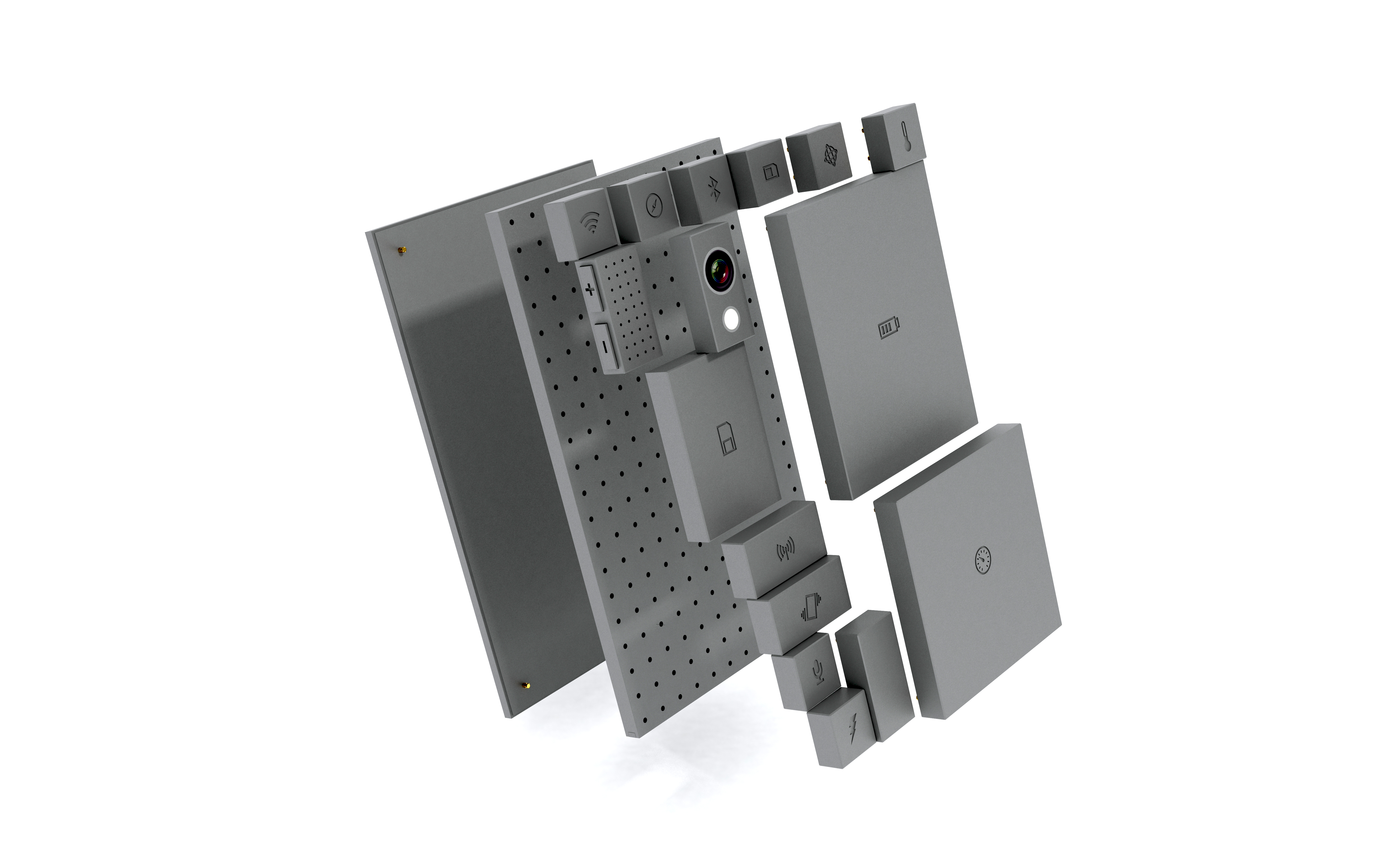
Explosionsansicht des Phonebloks Konzepts

Das Konzept Phonebloks wurde im September 2013 vom niederländischen Designer Dave Hakkens in einem YouTube-Video veröffentlicht und erreichte innerhalb der ersten 24 Stunden über eine Million Aufrufe. In dem Video besteht das Smartphone aus einer Hauptplatine (genannt Base), auf die unterschiedliche Komponenten (genannt Bloks) vergleichbar mit Legosteinen gesteckt werden. Bislang ist nicht geplant, das Konzept konkret umzusetzen; es wurde allerdings eine Gemeinschaft gegründet, die das Ziel hat, die Industrie für die Einsparung von Elektronikschrott zu motivieren. Entgegen teilweiser Verwechslung gehört Phonebloks nicht direkt zu Project Ara, sondern es unterstützt dieses.

### Project Ara

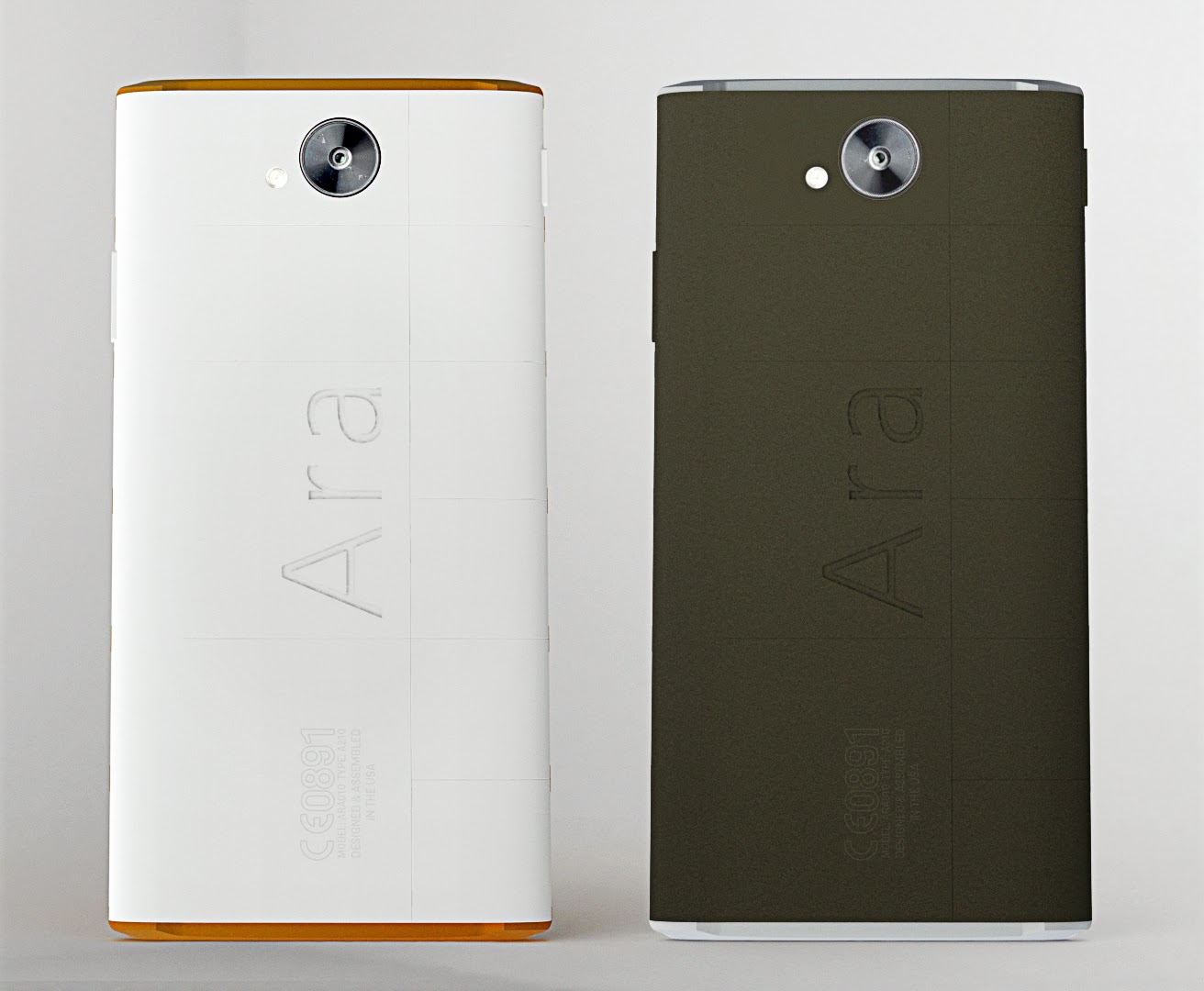
Konzeptbild von einem Project Ara Smartphone. Die einzelnen Module sind nicht mehr erkennbar.

Das Project Ara wurde am Anfang von Motorola, später von Google getrennt von Phonebloks entwickelt, und hätte ursprünglich im Jahr 2015 umgesetzt werden sollen. Das Smartphone bestand aus einem Endoskelett (Innenskelett) unterschiedlicher Größe (genannt Endo), in das seitlich Module eingesteckt werden können. Im Jahr 2016 wurde zuerst auf der Google I/O eine Neuausrichtung des Projekts verkündet, bei der größere Einschnitte in die Modularisierbarkeit vorgenommen wurden. Später im Jahr wurde das Projekt eingestellt.

### PuzzlePhone
PuzzlePhone begann mit einem YouTube-Video von Alejandro Santacreu Alfonso als offener Standard und wird zurzeit von Circular Devices Oy umgesetzt. Im Konzept gibt es drei auswechselbare Teile, aus denen das Gerät zusammengesetzt ist:
- ein Display inkl. Tasten und Lautsprechern
- ein Prozessor inkl. der restlichen Elektronik
- ein Akku

## Nachhaltigkeit
Eine Nachbetrachtung der gescheiterten Phonebloks/Project-Ara-Kooperation kommt zu einer starken Relativierung der möglichen Abfall-Einsparpotentiale modularer Mobiltelefone, sofern künftige Vorhaben nicht weitere soziotechnische Aspekte berücksichtigten, und merkt Verzerrungen in der Problemwahrnehmung globaler Abfallproduktion an.